# 義務教育教科書費国庫負担請求事件
義務教育教科書費国庫負担請求事件（ぎむきょういくきょうかしょひこっこふたんせいきゅうじけん）とは日本国憲法第26条の義務教育無償化規定に教科書の無償化が含まれるかが争われた裁判。

## 概要
東京都内の公立小学校2年生に通う児童を持つ保護者は2年間に865円の教科書代金を支払ったが、憲法第26条が義務教育の無償を定めていることを知ったことから、教科書代金は国が負担すべきと考え、義務教育期間中の教科書代金総額5836円の徴収行為の取り消しと支払いを求めて国に対して訴えを起こした。
1961年11月22日に東京地裁は徴収行為取り消しを求める部分を却下し、支払いを求める部分については「憲法第26条は国に対し、財政負担能力などの関係において、義務教育無償化の責務を具体的に実現すべき国政上の任務を規定したに留まり、個々の保護者はこの規定により義務教育に伴う出費の保障を国に求める具体的権利を有するものではない」という法的性格を有するとの理由から請求を棄却した。原告は2年間に必要とした教科書代金865円の償還と義務教育期間中の教科書代金総額の徴収行為の不作為を求めて控訴するも、1962年12月19日に東京高裁は「憲法第26条が直接定めているのは授業料の不徴収だけで、その他の費用は立法をまってその負担を定めるべきという理由で控訴を棄却した。原告は上告した。
1964年2月26日に最高裁判所は「憲法第26条は保護者に親の本来有する子女を教育すべき義務を課する趣旨が認められるから義務教育に要する一切の費用は当然に国が負担しなければならないとは言えず、憲法第26条の義務教育無償化規定は授業料不徴収を意味するのであって、教科書代金の無償までも含むものではなく、教科書の無償をどうするかは立法政策の問題として解決すべき事柄である」と判断して上告を棄却した。
本訴訟の提起後に国会で1962年に義務教育諸学校の教科用図書の無償に関する法律が、1963年に義務教育諸学校の教科用図書の無償措置に関する法律がそれぞれ制定されたことで、国によって義務教育教科書の無償化措置が取られている。